# Microcar M19

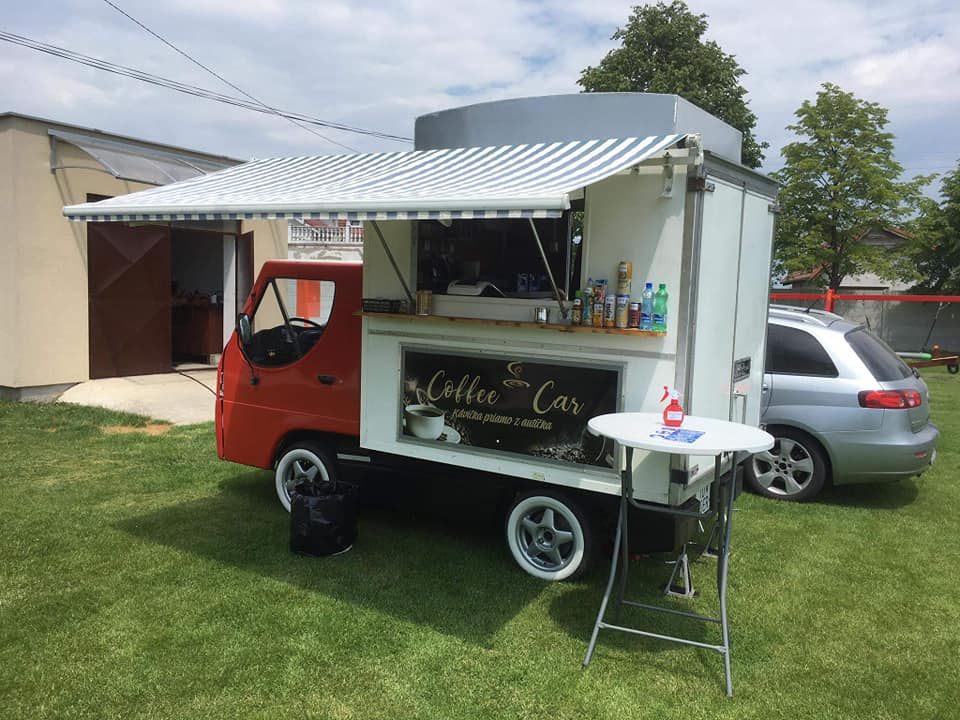
VAB Microcar M19

Microcar M19 je malý nákladní automobil vyráběný v Bánovcích nad Bebravou a Trnavě v rámci holdingu Sipox (TAZ Sipox / VAB Sipox). Výroba mezi lety 1993 – 1999, smontováno bylo zhruba 600 kusů Microcarů. Existovala i verze Microeko s elektrickým pohonem.

## Technické údaje
Zdroj:
- Převodovka mechanická pětistupňová Škoda 776.14.
- Spojka typu S190 suchá, třecí, jednokotoučová s membránovou pružinou, ovládaná hydraulicky. Lamela 190 GSZ je torzně a axiálně odpružená.
- Rozměry: Rozvor náprav 1900 mm, rozchod kol 1215/1225 mm, vnější rozměry: délka 3620 mm, šířka 1470 mm, výška 1840 mm, pohotovostní hmotnost 1125 kg (se čtyřválcovým motorem 1040 kg).
- Maximální rychlost 80 km/h.
- Vpředu i vzadu tuhá náprava a podélná listová pera.
- Brzdy kapalinové, dvouokruhové. Přední kotoučové s dvojitým třmenem, zadní bubnové. Ruční mechanická působící na zadní kola.

Motory
Motor je umístěn pod sklopnou trambusovou kabinou. Byly montovány dva typy italských motorů.
- Lombardini Diesel LDW 903 FOCS, řadový tříválec (R3), objem 916 cm³, rozvod OHV, vrtání 72,0 mm, zdvih 75,0 mm, komprese 22,8, dva ventily na válec, vstřikování, bez přeplňování, výkon 15,0 kW (21 koní) při 3600 ot/min, točivý moment 56 Nm při 2000 ot/min.
- Lombardini Diesel LDW 1204 FOCS, řadový čtyřválec (R4), objem 1222 cm³, rozvod OHV, vrtání 72,0 mm, zdvih 75,0 mm, komprese 22,8, dva ventily na válec, vstřikování, bez přeplňování, výkon 22 kW (30 koní) při 3600 ot/min, točivý moment 70 Nm při 2000 ot/min.

Microcar byl prodáván zejména na Slovensku, v České republice a v Německu.
Mezi lety 1996 až 1999 bylo podle SAPu smontováno 166 kusů včetně 14 elektromobilů. Statistika z let 1993 až 1996 není dostupná.
Microeco Již v roce 1993 začal z pověření inženýra Urbana inženýr Ján Krnáč pracovat na elektrické verzi Microcaru. Jak celý projekt dopadl, popsal pan Krnáč ve článku „V našom meste vznikl prvý slovenský elektromobil", který vyšel v novinách Tajms č. 14, 13. 4. 2015 a také na internetových stránkách Elektromobily.sk[nedostupný zdroj].
Podle SAPu bylo roku 1997 vyrobeno 7 elektromobilů Microeco, roku 1998 1 kusů a 1999 6 kusů, tj. celkem 14 kusů, z nichž více než polovina byla určena na export.
Konkurencí byly lehké užitkové vozy Multicar, Praktis, Magma, Destacar, Avia Terrier či STAS Pony.